# الأصول العشرون
الأصول العشرون هي الأصول التي وضعها حسن البنا لفهم الإخوان المسلمين للإسلام ضمن القرآن الكريم والسنة وذكرها ضمن أركان البيعة في ركن الفهم في رسالة التعاليم، والتي تعتبر الرؤية والأرضية التي تقوم عليها الجماعة في كل مكان ، وقام العديد من مفكري الجماعة بشرح هذه الأصول مثل الدكتور يوسف القرضاوي والشيخ جمعة أمين والدكتور عبد الكريم زيدان والشيخ سعيد حوى، وتشترط الجماعة على التنظيمات الإخوانية حول العالم فهم الجماعة للإسلام ضمن الأصول العشرين.

## الأصول العشرين
وفي ذكر حسن البنا لركن الفهم قال: «إنما أريد بالفهم: أن توقن بأن فكرتنا إسلامية صميمة وأن تفهم الإسلام كما نفهمه، في حدود هذه الأصول العشرين الموجزة كل الإيجاز»:
1. الإسلام نظام شامل يتناول مظاهر الحياة جميعا فهو دولة ووطن أو حكومة وأمة، وهو خلق وقوة أو رحمة وعدالة، وهو ثقافة وقانون أو علم وقضاء، وهو مادة وثروة أو كسب وغنى، وهو جهاد ودعوة أو جيش وفكرة، كما هو عقيدة صادقة وعبادة صحيحة سواء بسواء.
2. والقرآن الكريم والسنة المطهرة مرجع كل مسلم في تعرف أحكام الإسلام، ويفهم القرآن طبقا لقواعد اللغة العربية من غير تكلف ولا تعسف، ويرجع في فهم السنة المطهرة إلى رجال الحديث الثقات.
3. وللإيمان الصادق والعبادة الصحيحة والمجاهدة نور وحلاوة يقذفهما الله في قلب من يشاء من عباده، ولكن الإلهام والخواطر والكشف والرؤى ليست من أدلة الأحكام الشرعية، ولا تعتبر إلا بشرط عدم اصطدامها بأحكام الدين ونصوصه.
4. والتمائم والرقى والودع والرمل والمعرفة والكهانة وادعاء معرفة الغيب، وكل ما كان من هذا الباب منكر تجب محاربته إلا ما كان آية من قرآن أو رقية مأثورة.
5. ورأي الإمام ونائبه فيما لا نص فيه، وفيما يحتمل وجوها عدة وفي المصالح المرسلة معمول به ما لم يصطدم بقاعدة شرعية، وقد يتغير بحسب الظروف والعرف والعادات، والأصل في العبادات التعبد دون الالتفات إلى المعاني، وفي العاديات الالتفات إلى الأسرار والحكم والمقاصد.
6. وكل أحد يؤخذ من كلامه ويترك إلا المعصوم صلى الله عليه وسلم، وكل ما جاء عن السلف رضوان الله عليهم موافقا للكتاب والسنة قبلناه، وإلا فكتاب الله وسنة رسوله أولى بالاتباع، ولكنا لا نعرض للأشخاص ـ فيما اختلف فيه ـ بطعن أو تجريح، ونكلهم إلى نياتهم وقد أفضوا إلى ما قدموا.
7. ولكل مسلم لم يبلغ درجة النظر في أدلة الأحكام الفرعية أن يتبع إماما من أئمة الدين، ويحسن به مع هذا الاتباع أن يجتهد ما استطاع في تعرف أدلته، وأن يتقبل كل إرشاد مصحوب بالدليل متى صح عنده صلاح من أرشده وكفايته، وأن يستكمل نقصه العلمي إن كان من أهل العلم حتى يبلغ درجة النظر.
8. والخلاف الفقهي في الفروع لا يكون سببا للتفرق في الدين، ولا يؤدي إلى خصومة ولا بغضاء ولكل مجتهد أجره، ولا مانع من التحقيق العلمي النزيه في مسائل الخلاف في ظل الحب في الله والتعاون على الوصول إلى الحقيقة، من غير أن يجر ذلك إلى المراء المذموم والتعصب.
9. وكل مسألة لا ينبني عليها عمل فالخوض فيها من التكلف الذي نهينا عنه شرعا، ومن ذلك كثرة التفريعات للأحكام التي لم تقع، والخوض في معاني الآيات القرآنية الكريمة التي لم يصل إليها العلم بعد، والكلام في المفاضلة بين الأصحاب رضوان الله عليهم وما شجر بينهم من خلاف، ولكل منهم فضل صحبته وجزاء نيته وفي التأول مندوحة.
10. ومعرفة الله تبارك وتعالى وتوحيده وتنزيهه أسمى عقائد الإسلام، وآيات الصفات وأحاديثها الصحيحة وما يليق بذلك من التشابه، نؤمن بها كما جاءت من غير تأويل ولا تعطيل، ولا نتعرض لما جاء فيها من خلاف بين العلماء، ويسعنا ما وسع رسول الله صلى الله عليه وسلم وأصحابه ﴿وَالرَّاسِخُونَ فِي الْعِلْمِ يَقُولُونَ آمَنَّا بِهِ كُلٌّ مِنْ عِنْدِ رَبِّنَا﴾ [آل عمران:7].
11. وكل بدعة في دين الله لا أصل لها ـ استحسنها الناس بأهوائهم سواء بالزيادة فيه أو بالنقص منه ـ ضلالة تجب محاربتها والقضاء عليها بأفضل الوسائل التي لا تؤدي إلى ما هو شر منها.
12. والبدعة الإضافية والتَّركِية والالتزام في العبادات المطلقة خلاف فقهي، لكل فيه رأيه، ولا بأس بتمحيص الحقيقة بالدليل والبرهان.
13. ومحبة الصالحين واحترامهم والثناء عليهم بما عرف من طيب أعمالهم قربة إلى الله تبارك وتعالى، والأولياء هم المذكورون بقوله تعالى: ﴿الَّذِينَ آمَنُوا وَكَانُوا يَتَّقُونَ ۝٦٣﴾ [يونس:63]، والكرامة ثابتة بشرائطها الشرعية، مع اعتقاد أنهم رضوان الله عليهم لا يملكون لأنفسهم نفعا ولا ضرا في حياتهم أو بعد مماتهم فضلا عن أن يهبوا شيئا من ذلك لغيرهم.
14. وزيارة القبور أيا كانت سنة مشروعة بالكيفية المأثورة، ولكن الاستعانة بالمقبورين أيا كانوا ونداؤهم لذلك وطلب قضاء الحاجات منهم عن قرب أو بعد والنذر لهم وتشييد القبور وسترها وإضاءتها والتمسح بها والحلف بغير الله وما يلحق بذلك من المبتدعات كبائر تجب محاربتها، ولا نتأول لهذه الأعمال سدا للذريعة.
15. والدعاء إذا قرن بالتوسل إلى الله بأحد من خلقه خلاف فرعي في كيفية الدعاء وليس من مسائل العقيدة.
16. والعرف الخاطئ لا يغير حقائق الألفاظ الشرعية، بل يجب التأكد من حدود المعاني المقصود بها، والوقوف عندها، كما يجب الاحتراز من الخداع اللفظي في كل نواحي الدنيا والدين، فالعبرة بالمسميات لا بالأسماء.
17. والعقيدة أساس العمل، وعمل القلب أهم من عمل الجارحة، وتحصيل الكمال في كليهما مطلوب شرعاّ وإن اختلفت مرتبتا الطلب.
18. والإسلام يحرر العقل، ويحث على النظر في الكون، ويرفع قدر العلم والعلماء، ويرحب بالصالح والنافع من كل شيء، والحكمة ضالة المؤمن أنى وجدها فهو أحق الناس بها.
19. وقد يتناول كل من النظر الشرعي والنظر العقلي ما لا يدخل في دائرة الآخر، ولكنهما لن يختلفا في القطعي، فلن تصطدم حقيقة علمية صحيحة بقاعدة شرعية ثابتة، ويؤول الظني منهما ليتفق مع القطعي، فإن كانا ظنيين فالنظر الشرعي أولى بالاتباع حتى يثبت العقلي أو ينهار.
20. ولا نكفر مسلما أقر بالشهادتين وعمل بمقتضاهما وأدى الفرائض ـ برأي أو بمعصية ـ إلا إن أقر بكلمة الكفر، أو أنكر معلوما من الدين بالضرورة، أو كذب صريح القرآن، أو فسره على وجه لا تحتمله أساليب اللغة العربية بحال، أو عمل عملا لا يحتمل تأويلا غير الكفر.

وذكر حسن البنا قائلا: «و إذا علم الأخ المسلم دينه في هذه الأصول، فقد عرف معنى هتافه دائما (القرآن دستورنا والرسول قدوتنا)».

## وصلات خارجية
- رسالة التعاليم، مجموع رسائل حسن البنا، الشبكة الدعوية
- شرح الأصول العشرين (تسجيلات صوتية)، يوسف القرضاوي، الشبكة الدعوية
- عرض تقديمي لشرح الأصول العشرين: ملف بوربوينت، إخوان أون لاين
- الشرح العراقي للأصول العشرين، عبد الكريم زيدان
- كتاب: فهم الإسلام في ظلال الأصول العشرين، لجمعة أمين
- كتاب: الفكر الإسلامي الوسط، مصطفي الطحان، الشبكة الدعوية
- كتاب في أفاق التعاليم، لسعيد حوى